# Българска войнишка гробница (Долно Чичево)
Българската войнишка гробница или могила в Долно Чичево е създадена по време на Първата световна война, когато в нея са погребани 252 български войници и офицери. Дълги години гробницата тъне в разруха, но през 2007 година е възстановена. На паметника се чете надпис: „1.11.1915. Загинали за обединението и величието на България. Нека подвигът ви герои служи за пример за будущите поколения.“
По други данни край Горно и Долно Чичево около Чичевския манастир са погребани 173 български войни.